# Charlos Heights
Charlos Heights – jednostka osadnicza w Stanach Zjednoczonych, w stanie Montana, w hrabstwie Ravalli.